# 2014 na ciência

## Mortes
| Data            | Nome                  | Profissão          | Nacionalidade  | Observações | Ref                     |
| --------------- | --------------------- | ------------------ | -------------- | --- | ----------------------- |
| 25 de fevereiro | Edward A. Irving      | geólogo            | Reino Unido    | n. 1927 Medalha Logan 1975 Medalha Walter H. Bucher 1979 Medalha J. Tuzo Wilson 1984 Medalha Arthur L. Day 1997 Medalha Wollaston 2005                                                                | [ 1 ] [ 2 ] [ 3 ] [ 4 ] |
| 18 de junho     | Stephanie Kwolek      | química            | Estados Unidos | n. 1923 Medalha Howard N. Potts 1976 National Inventors Hall of Fame 1995 Medalha Lavoisier (DuPont) 1995 Medalha Nacional de Tecnologia e Inovação 1996 Medalha Perkin 1997 Prémio Lemelson–MIT 1999 | [ 5 ] [ 6 ]             |
| 27 de dezembro  | Carlos Matos Ferreira | professor e físico | Portugal       | n. 1948 |                         |